# Martinho de Vertou
Martinho de Vertou (527, Nantes - 610 Vertou) foi um abade católico italiano. É também venerado como santo da Igreja Católica.

## A lenda
Uma lenda diz que ele enfiou sua bengala de peregrino no meio do pátio da abadia em Vertou e que e mesma botou raizes, transformando-se em num teixo, que hoje aparece no brasão do município de Vertou.

## Outras imagens

Brasão de Vertou, com a arvore de são Martinho
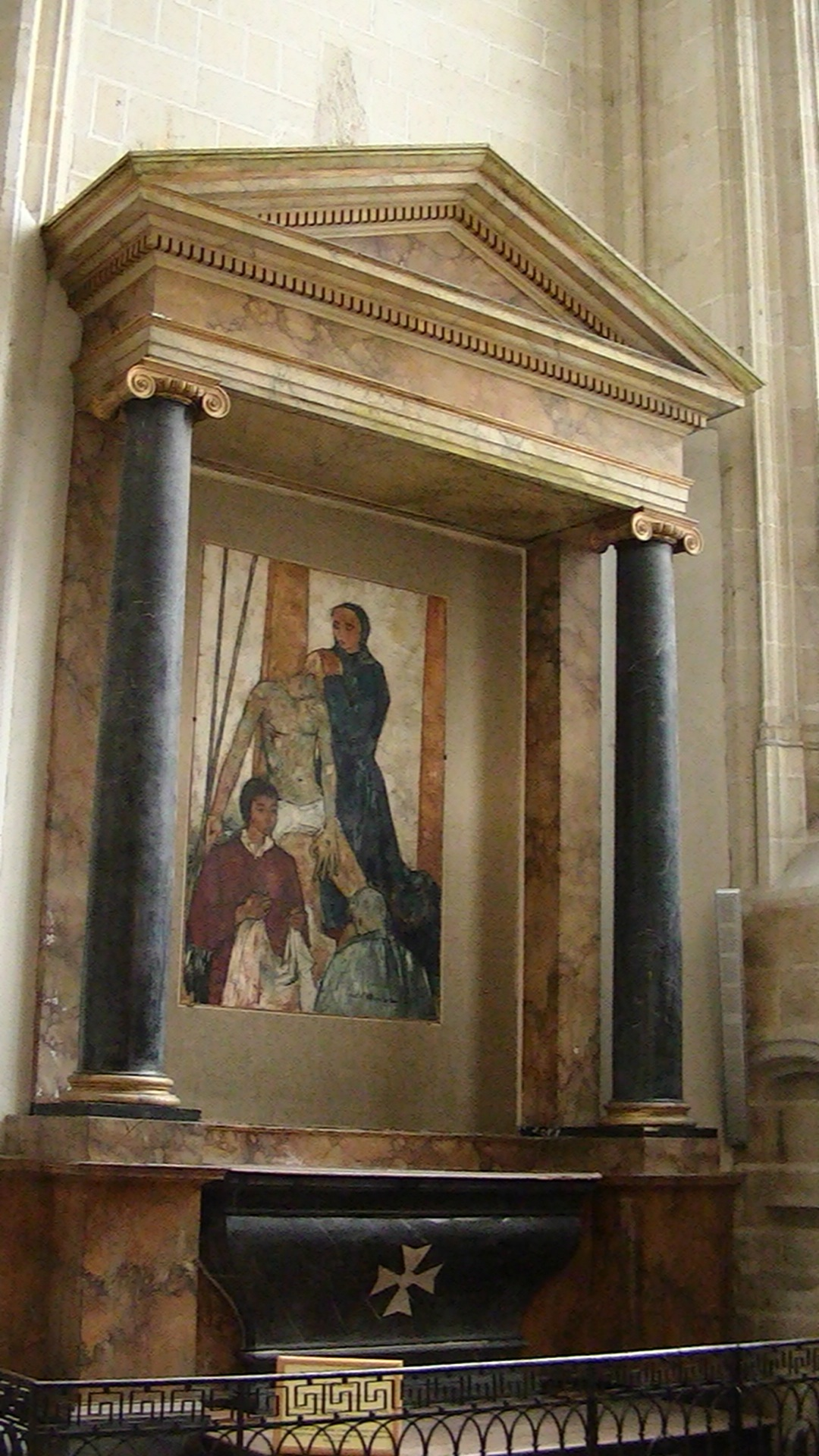
Afresco de são Martinho na cappela homônima da catedral de Nantes